# Twin Peaks (Maine)
Pour les articles homonymes, voir Twin Peaks.
 (décembre 2023).
Si vous disposez d'ouvrages ou d'articles de référence ou si vous connaissez des sites web de qualité traitant du thème abordé ici, merci de compléter l'article en donnant les références utiles à sa vérifiabilité et en les liant à la section « Notes et références ».
Les Twin Peaks sont une montagne située dans le comté d'Oxford dans l'État américain du Maine. Elle fait partie des montagnes Blanches, dans les Appalaches, au sud de la frontière de la province canadienne du Québec ; son altitude s'élève à 930 mètres.

## Géographie

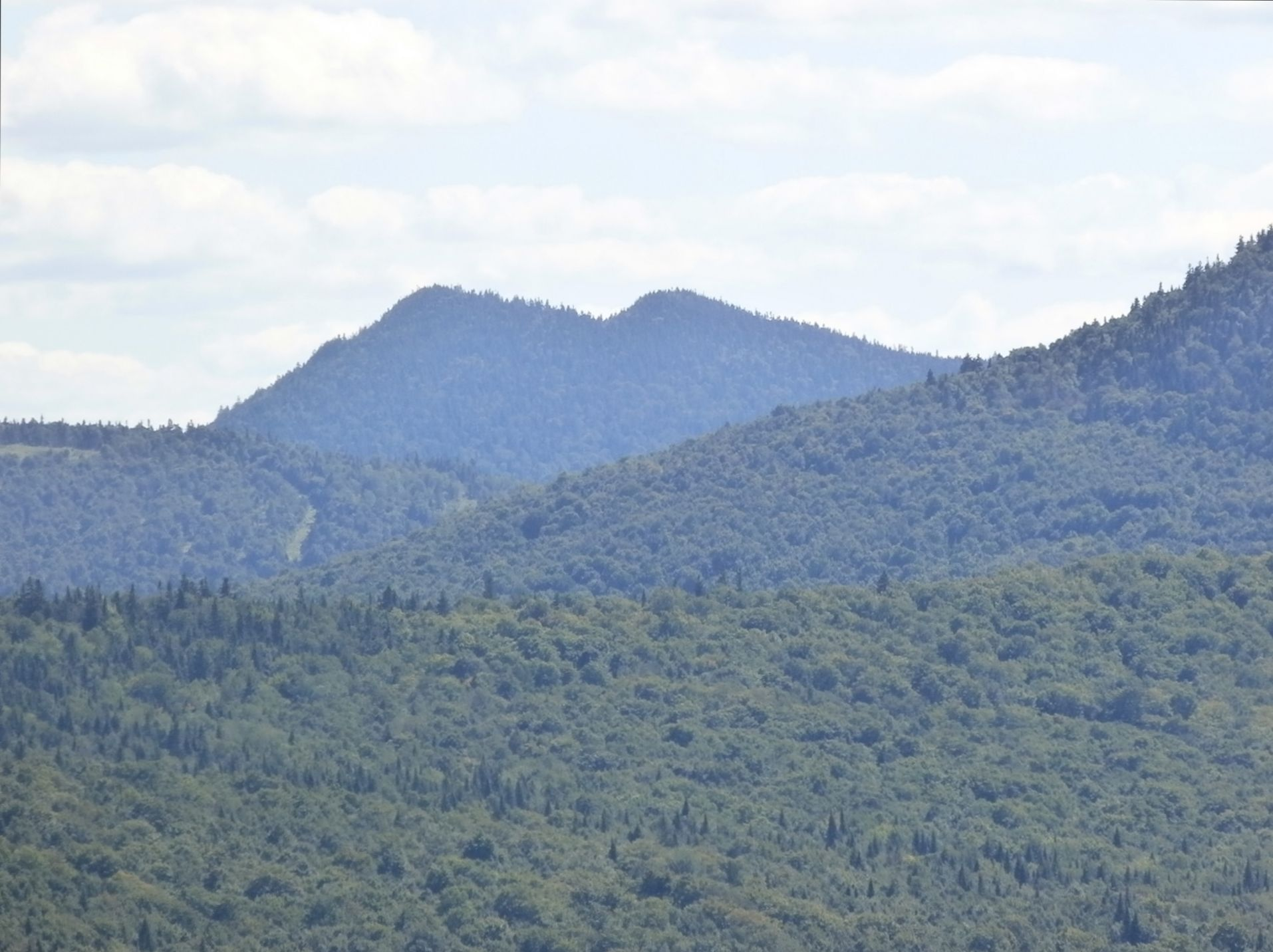
Vue des Twin Peaks depuis les hauteurs près de Notre-Dame-des-Bois ; le mont Saddle est situé à droite à l'avant-plan.

Les Twin Peaks se situent près de la montagne de Marbre et du mont Saddle, au sud-est du village de Notre-Dame-des-Bois du côté canadien, et au nord de la ville de Bethel au sud de la frontière. La montagne est entourée de ruisseaux qui coulent vers le sud et rejoignent la rivière Magalloway.